# Фіолент (завод)

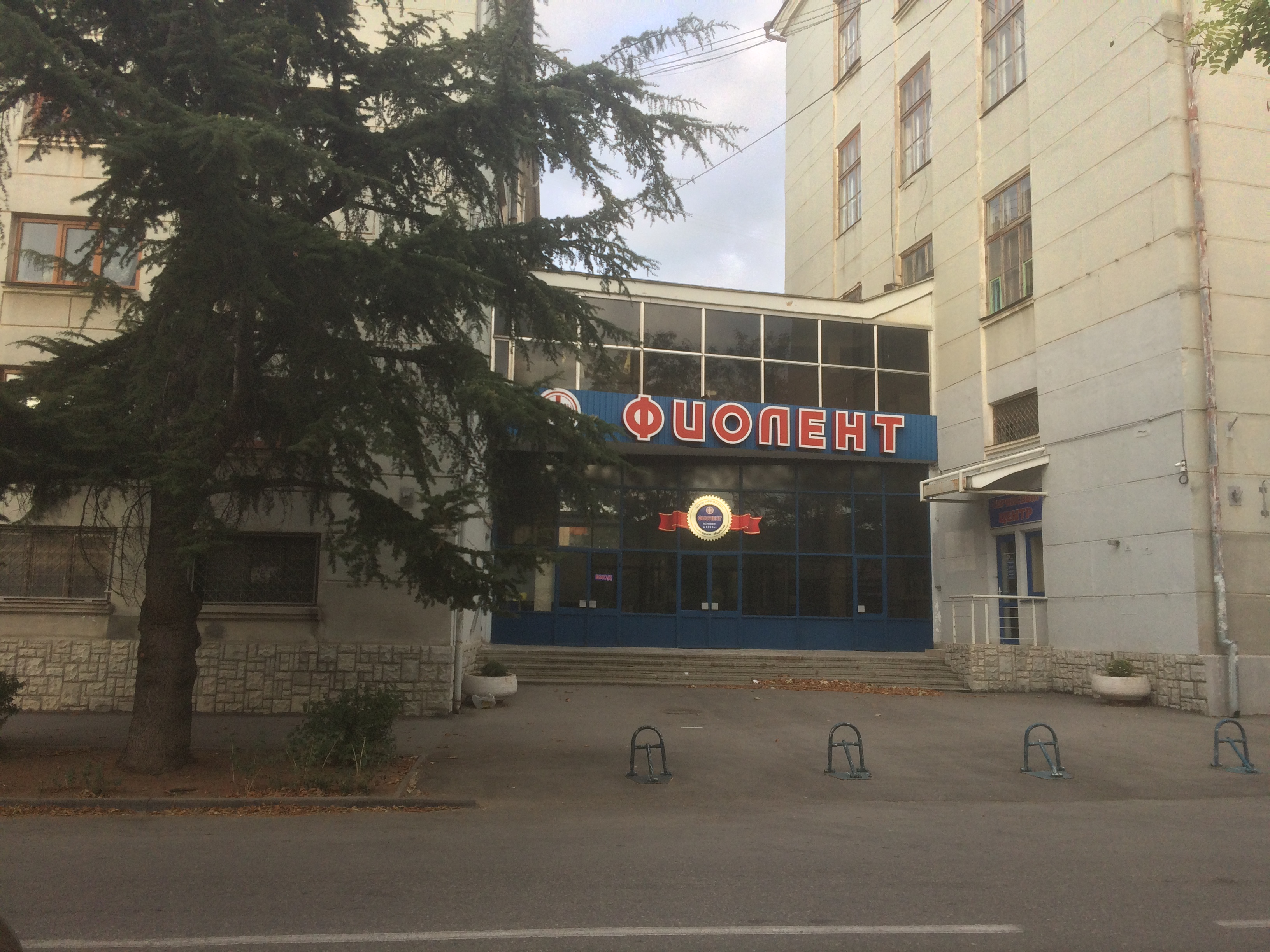
Завод Фіолент

Завод «Фіолент» — українське машинобудівне підприємство, до окупації 2014 року найбільший виробник електроінструменту в Україні і Східній Європі. Повна офіційна назва — Публічне акціонерне товариство "Завод «Фіолент».
Заснований 1913 року, назву Фіолент завод отримав в 1966 році.
Виробництво знаходиться в місті Сімферополь (Автономна Республіка Крим).
Після анексії Криму Росією окупаційна адміністрація «націоналізувала» підприємство.